# Допинговый скандал в ВФЛА
Допинговый скандал во Всероссийской федерации лёгкой атлетики — международный скандал, начавшийся в 2015 году и связанный с обвинениями российских легкоатлетов в массовом системном применении допинга.
После нескольких предварительных этапов на протяжении 2014—2015 годов основная часть скандала разразилась 9 ноября 2015 года после публикации отчёта комиссии Всемирного антидопингового агентства (WADA) по расследованию деятельности российского антидопингового агентства (РУСАДА). В отчёте содержались обвинения в массированных и систематических сокрытиях применения допинга российскими спортсменами.
На основании проведённого расследования WADA рекомендовала Международной ассоциации легкоатлетических федераций (IAAF) дисквалифицировать Всероссийскую федерацию лёгкой атлетики (ВФЛА), лишить лицензии Московскую антидопинговую лабораторию, а также отстранить российских легкоатлетов от соревнований под эгидой Международной ассоциации лёгкой атлетики. Комиссия также отметила коррупцию внутри IAAF, руководитель которой Лами Диак ушёл в отставку. Свидетельства этого были переданы Интерполу для расследования (в ноябре 2015 года Диак был арестован французской полицией).
17 июня 2016 года совет IAAF, основываясь на рекомендациях WADA, оставил в силе своё решение о дисквалификации ВФЛА.
В ноябре 2019 года глава Олимпийского комитета России Станислав Поздняков призвал ВФЛА полностью обновить свое руководство. Он заявил, что деятельность легкоатлетической организации наносит репутационный урон отечественному спорту. В декабре 2019 года глава РУСАДА Юрий Ганус предложил в полном составе отстранить тренеров сборной России по легкой атлетике с последующим замещением должностей на всех уровнях. Министерство спорта России 31 января 2020 года приостановило государственную аккредитацию ВФЛА, так как «нынешнее руководство ВФЛА не приняло достаточно мер по борьбе с допингом, не выстроило отношений с международной федерацией».

## Предыстория
В 2014—2015 годах произошёл допинговый скандал, связанный с Центром олимпийской подготовки по спортивной ходьбе в Саранске, по итогам которой был дисквалифицирован руководитель Центра Виктор Колесников и ушёл в отставку главный тренер ходоков Виктор Чёгин, получил дисквалификации от РУСАДА ряд спортсменов (Сергей Кирдяпкин, Ольга Каниськина, Сергей Бакулин, Валерий Борчин и Владимир Канайкин).
30 января 2015 года РУСАДА дисквалифицировала за допинг победительницу Олимпиады-2012 Юлию Зарипову и многоборку Татьяну Чернову. По итогам этих скандалов 17 февраля 2015 года ушёл в отставку возглавлявший ВФЛА с 1991 года президент Валентин Балахничёв.
3 декабря 2014 года в эфире немецкого телеканала Das Erste (ARD) вышло документальное расследование под названием «Топ-секреты допинга: как Россия производит своих победителей» («Geheimsache Doping — Wie Russland seine Sieger macht»). Главными информаторами стали бывший главный специалист РУСАДА Виталий Степанов и его жена Юлия Степанова (Русанова), дисквалифицированная в 2013 году за применение допинга. Юлия Степанова рассказала о подмене допинговых проб в российской лёгкой атлетике. В той же передаче российская бегунья Лилия Шобухова рассказала о том, как она давала взятку функционерам ВФЛА для участия в Олимпийских играх несмотря на нарушения в антидопинговом паспорте крови.
В июне 2015 WADA опубликовала статистику по случаям допинговых нарушений по странам мира. По данным за 2013 год (на следующий год после Олимпиады в Лондоне), Россия занимала второе (после Турции) место по раскрытым нарушениям. В результате обнаруженных нарушений МОК лишил олимпийских медалей семерых российских спортсменов.

## Комиссия WADA

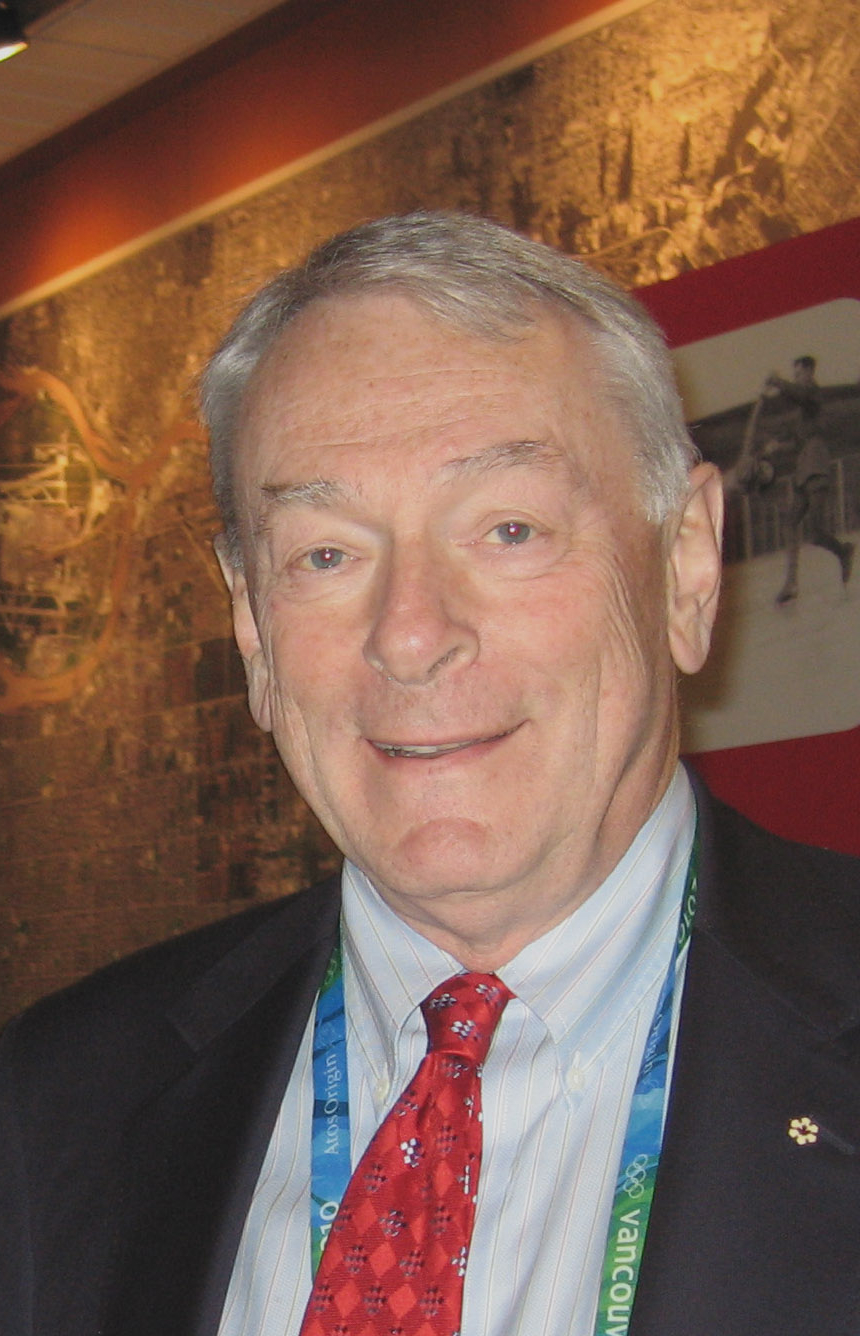
Председатель комиссии Дик Паунд

Независимая комиссия, расследовавшая применения допинга в России на основании материалов немецкого телеканала ARD, была создана WADA в начале 2015 года по совету нескольких национальных организаций. В состав комиссии вошли три человека: бывший президент WADA (1999—2007), член МОК с 1978 года и бывший вице-президент МОК канадец Дик Паунд (председатель комиссии), глава отдела киберпреступности криминальной полиции Баварии Гюнтер Юнгер (нем. Günter Younger) и канадский юрист, член Спортивного арбитражного суда профессор Ричард Макларен (англ. Richard McLaren), расследовавший, в частности, громкое дело по употреблению стероидов в Главной лиге бейсбола в 2007 году. Главным следователем от WADA был Джек Робертсон, также в следственную группу входило ещё около 10 человек. Бюджет комиссии составил 1,5 млн долларов США.

## Суть обвинений

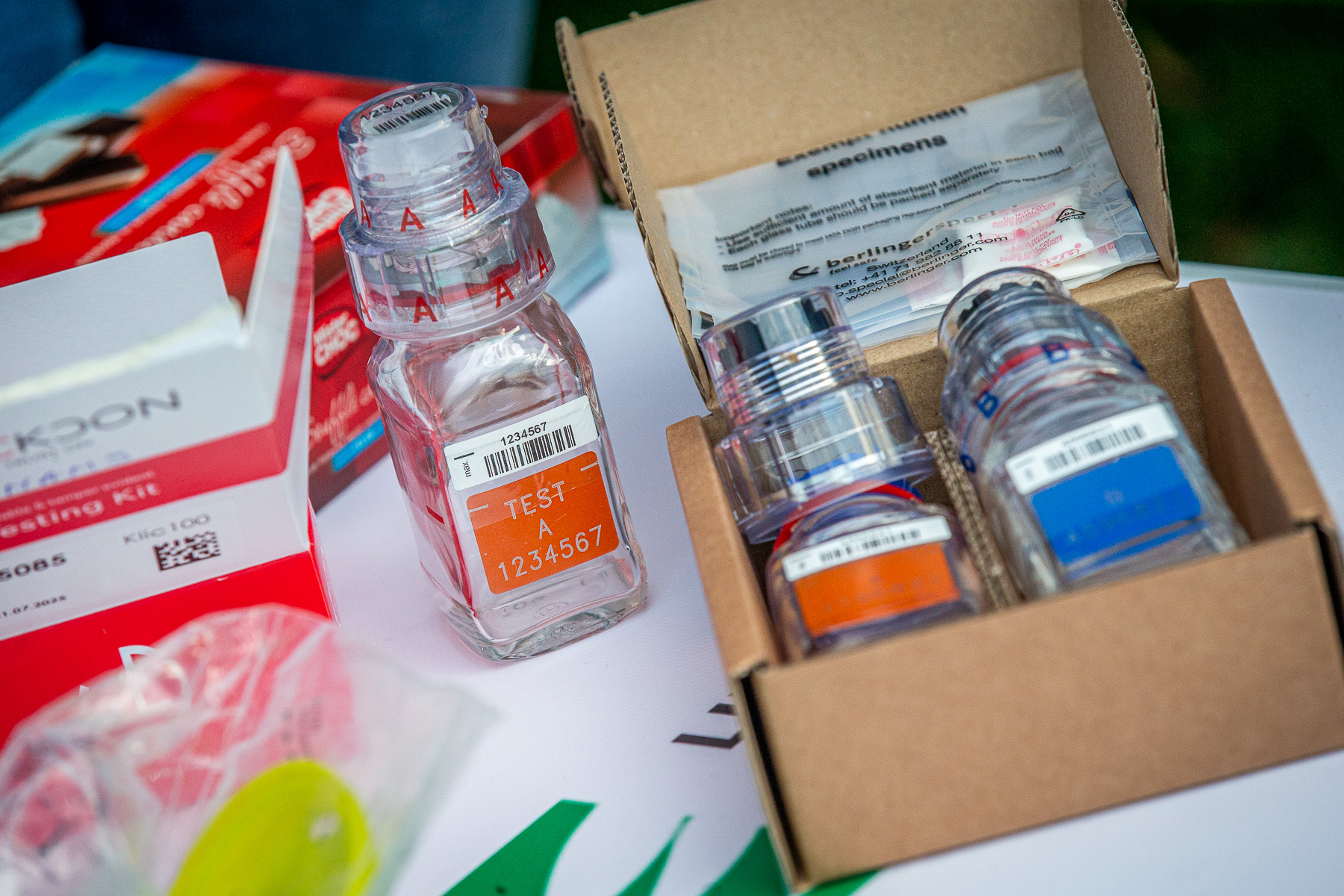

В 323—страничном отчёте говорится, что расследование установило неоднократные случаи применения допинга российскими спортсменами, а также попытки манипулировать результатами допинг-тестов со стороны тренеров (которые зачастую выступали инициаторами использования допинга легкоатлетами, поставляя запрещённые препараты своим подопечным). Выводы сделаны на основе аудио- и видеосвидетельств, научных экспертиз, свидетельских показаний. Отчёт рассматривает коррупцию как в ВФЛА в целом, так и в других российских организациях, имеющих отношение к лёгкой атлетике.

### Общие сведения
В своём отчёте комиссия отмечает:
- Сформировавшуюся «допинговую культуру»; в ходе расследования выяснилось, что спокойное отношение к данному явлению имеет давнюю традицию и распространено на всех уровнях спортивной системы. Нежелание легкоатлета принимать участие в «допинговом механизме» может привести к тому, что он не сможет тренироваться у лучших профессионалов и ему не удастся добиться крупных успехов.
- Эксплуатацию элитных спортсменов ради финансовой выгоды, причём сами атлеты зачастую соглашались принимать в этом участие. Есть задокументированные случаи, когда легкоатлеты, отказывавшиеся участвовать в этой системе, сталкивались с тем, что их не включали в российскую сборную для участия в международных соревнованиях.
- Доказанные случаи использования спортсменами допинга: в отчёте содержится информация о постоянном и систематическом употреблении допинга рядом российских легкоатлетов. При этом некоторые спортсмены противодействовали расследованию комиссии.
- Подтверждённые случаи вовлечения в мошенничество врачей, тренеров и сотрудников антидопинговых лабораторий: в отчёте сообщается, что российские врачи и/или сотрудники лабораторий наряду с тренерами систематически способствовали сокрытию приёма спортсменами допинга. В отчёте приводится случай с целенаправленным уничтожением московской лабораторией 1400 проб после получения письма с указанием WADA сохранить все пробы.
- Коррупцию в IAAF: в документе говорится о случаях коррупции в Международной ассоциации легкоатлетических федераций. Соответствующие свидетельства были переданы Интерполу для детального расследования и публикация сведений об этом отложена на более поздний срок.

### РУСАДА
Отдельный набор обвинений выдвигается против Московской антидопинговой лаборатории (входит в структуру РУСАДА):
- РУСАДА заранее предупреждало спортсменов о тестах на допинг и скрывала случаи непрохождения атлетами обследований. Агентство также допускало отстранённых спортсменов к участию в соревнованиях до истечения срока запрета[1][20].
- Глава московской лаборатории РУСАДА Григорий Родченков называется пособником и соучастником действий с допингом. Тем самым, как отмечает комиссия, московская лаборатория РУСАДА грубо нарушила правила и стандарты работы международных лабораторий.
- Комиссии стало известно о том, что сотрудники ФСБ присутствовали в лаборатории в Сочи во время зимних Олимпийских игр 2014 года и в Москве, что, по мнению комиссии, создало атмосферу страха среди работников лаборатории. Комиссия утверждает, что подобное вмешательство российских властей в деятельность лаборатории серьёзно подрывает независимость её работы.

### ВФЛА
По утверждению отчёта, во время расследования стало понятно, насколько широко распространилась культура допинга в российском спорте. Во многом, по мнению комиссии, это объясняется действиями тренеров и чиновников, которые могут быть расценены как уголовные преступления. Так, по данным комиссии, тренеры заверяли спортсменов, что допинг принимают повсеместно по всему миру. По меньшей мере по двум тренерам есть свидетельства и записи, доказывающие что они участвовали в поставках запрещённых препаратов.
Как отмечает отчёт, российская бегунья на средние дистанции Анастасия Баздырева категорически отказалась сотрудничать с комиссией; также отказались сотрудничать с комиссией по делу Баздыревой её тренер, врач Игорь Губенко и и. о. президента ВФЛА Вадим Зеличёнок. Тренеры, по сведениям отчёта, пытались всячески не допустить проведение допинг-тестов у спортсменов. Так, разговор с бронзовым призёром Олимпийских игр 2012 года на дистанции 800 метров Екатериной Поистоговой был прерван после её разговора с врачом Игорем Губенко. Зеличёнок также потребовал, чтобы комиссия не разговаривала с легкоатлетами.
В отчёте приводятся аудио- и видеосвидетельства повсеместного использования допинга. Это также подтверждается показаниями свидетелей.

### IAAF

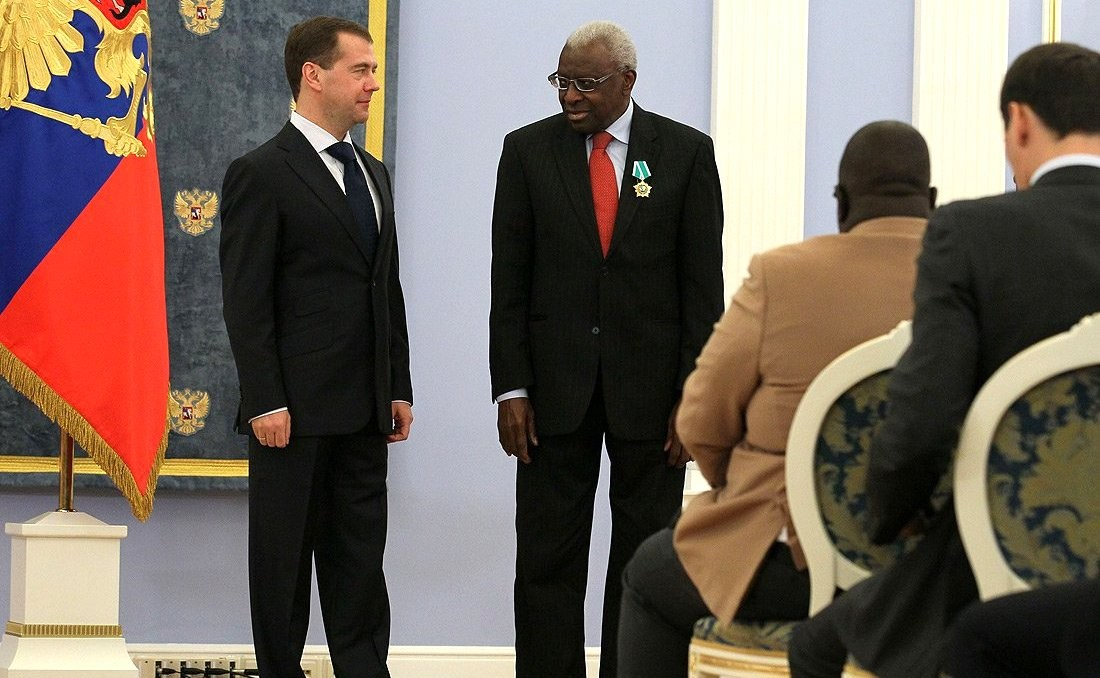
Президент России Дмитрий Медведев вручает Ламину Диаку орден Дружбы. Москва, Кремль, 22 ноября 2011 года

В процессе расследования комиссия обнаружила факты коррупции со стороны бывшего главы IAAF Ламина Диака. Диак подозревается в получении взяток от России на общую сумму в 1 миллион евро за отказ от преследования российских спортсменов, уличённых в употреблении допинга.
4 ноября 2015 года Диака арестовала французская полиция по обвинению в коррупции, поэтому сведения по этой части расследования в отчёт WADA включены не были по процедурным причинам.
16 сентября 2020 года суд признал виновным в коррупции и приговорил Ламин Диака к двум годам лишения свободы и к двум годам условно. Его обвиняли в получении в 2011 году взятки от Всероссийской федерации легкой атлетики (ВФЛА) за сокрытие фактов допинга российских спортсменов. Суд также оштрафовал Диака на 500 тысяч евро. Общая сумма взяток — 3 миллиона евро. По версии следствия, Диак получил взятку от ВФЛА за сокрытие фактов нарушения антидопингового законодательства российскими спортсменами.

### Выводы

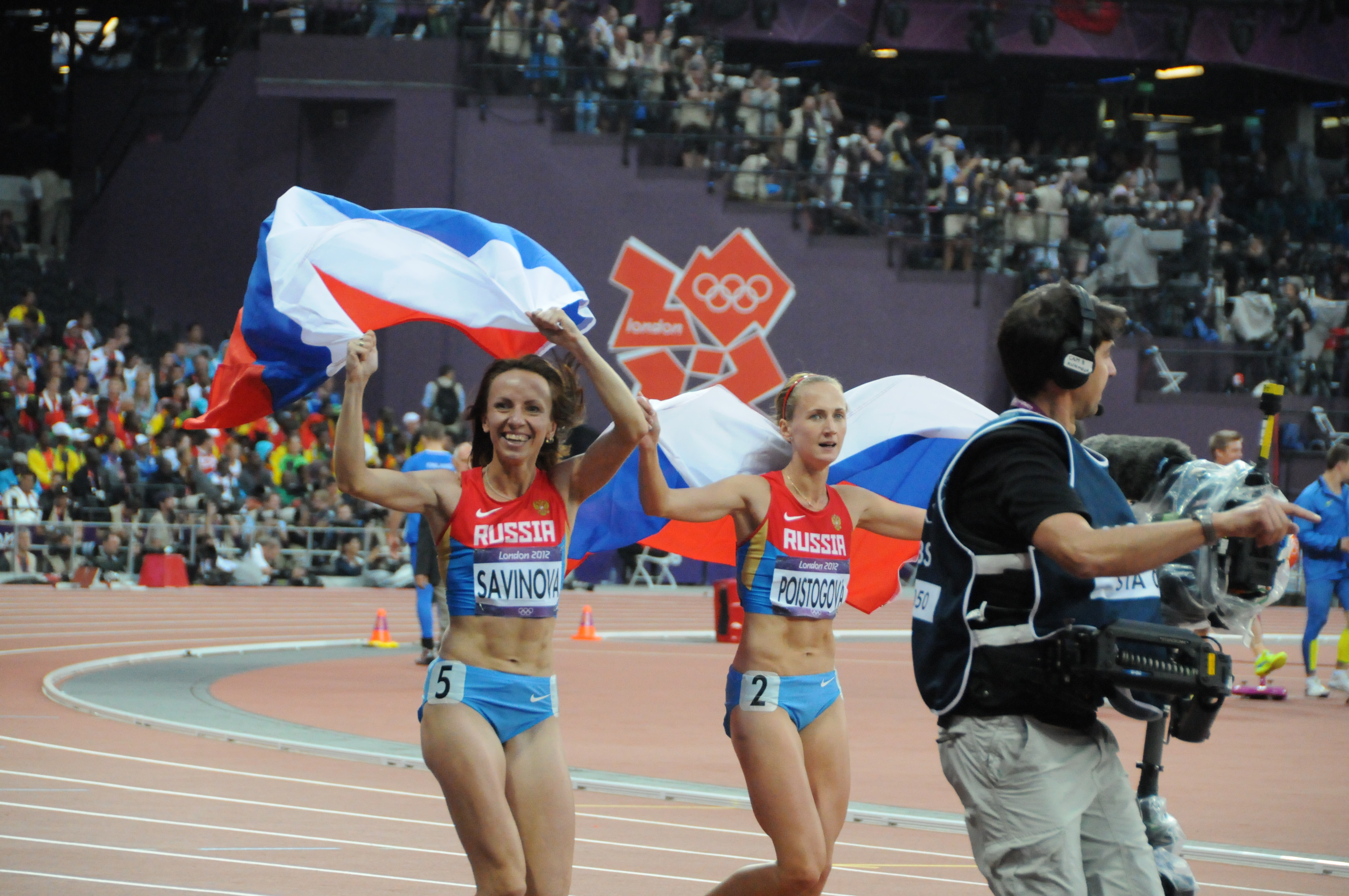
Мария Фарносова (Савинова) и Екатерина Поистогова (справа) после финального забега на 800 метров на Олимпийских играх в Лондоне. 11 августа 2012 года, Олимпийский стадион

Комиссия пришла к выводу, что в России допускались систематические нарушения, из-за которых нельзя говорить о проведении в стране эффективной антидопинговой программы. В отчёте отмечается, что на основе выявленной информации можно утверждать, что ВФЛА, РУСАДА и Российская Федерация в целом не следуют правилам Всемирного антидопингового кодекса. Комиссия предложила WADA объявить ВФЛА и РУСАДА организациями, не соблюдающими кодекс.
Комиссия предложила WADA как можно скорее отозвать аккредитацию у московской лаборатории РУСАДА и уволить её главу. Предлагается также приостановить деятельность ВФЛА.
Комиссия рекомендовала пожизненно дисквалифицировать пятерых российских легкоатлетов и пятерых тренеров и докторов.
Спортсмены:
- Олимпийская чемпионка 2012 года, чемпионка мира 2011 года[прим. 1] на дистанции 800 метров, заслуженный мастер спорта Мария Фарносова (Савинова) (род. 1985);
- Бронзовый призёр Олимпийских игр на дистанции 800 метров, заслуженный мастер спорта Екатерина Поистогова (род. 1991)[прим. 2][прим. 3].
- Чемпионка России 2015 года в помещении на дистанции 800 метров, мастер спорта Анастасия Баздырева (род. 1992)
- Бронзовый призёр Универсиады 2015 года на дистанции 1500 метров, серебряный призёр чемпионата России в помещении 2012 года на дистанции 3000 метров, мастер спорта международного класса Кристина Угарова (Халеева)[24] (род. 1987)
- Бегунья на 400, 800 и 1500 метров, мастер спорта Татьяна Мязина[25] (род. 1988)

Тренеры и доктора:
- Профессор, д. м. н. Сергей Португалов (род. 1950), заместитель директора Всероссийского НИИ физической культуры и спорта, руководитель Центра медико-биологического обеспечения подготовки высококвалифицированных спортсменов
- Старший тренер сборной России по спортивной ходьбе, старший тренер групп по выносливости сборной России Алексей Мельников
- Заслуженный тренер России, тренер сборной России по бегу на 800 метров, личный тренер Марии Савиновой и Анны Альминовой Владимир Казарин (род. 1952)[26]
- Тренер групп по выносливости на дистанциях 1000—3000 метров, личный тренер Юлии Степановой и Екатерины Купиной Владимир Мохнев[27]
- Заслуженный тренер России Виктор Чёгин (род. 1962), в 1995—2015 годах — главный тренер Центра олимпийской подготовки по спортивной ходьбе в Саранске.

Также в отчёте отдельно приведён список из 4 спортсменов, в отношении которых необходимо дополнительное расследование:
- Чемпионка Европы 2009 года на дистанции 1500 метров, двукратная чемпионка России Анна Альминова (род. 1985), в 2010 году была дисквалифицирована на три месяца на основании проб, взятых на чемпионате мира 2010 года в помещении[28]
- Бегунья на 800 метров, участница Олимпийских игр 2004 года Светлана Черкасова (род. 1978), была дисквалифицирована на 2 года и 9 месяцев в 2008 году за махинации с допинг-пробами[29]
- Бегун на 1500 метров Алексей Фарносов[прим. 4], муж Марии Савиновой
- Серебряный призёр чемпионата России 2014 года в помещении на дистанции 800 метров, участница чемпионата мира 2014 года в помещении, мастер спорта международного класса Екатерина Купина[30] (род. 1986)

## Хронология событий

### 2015 год

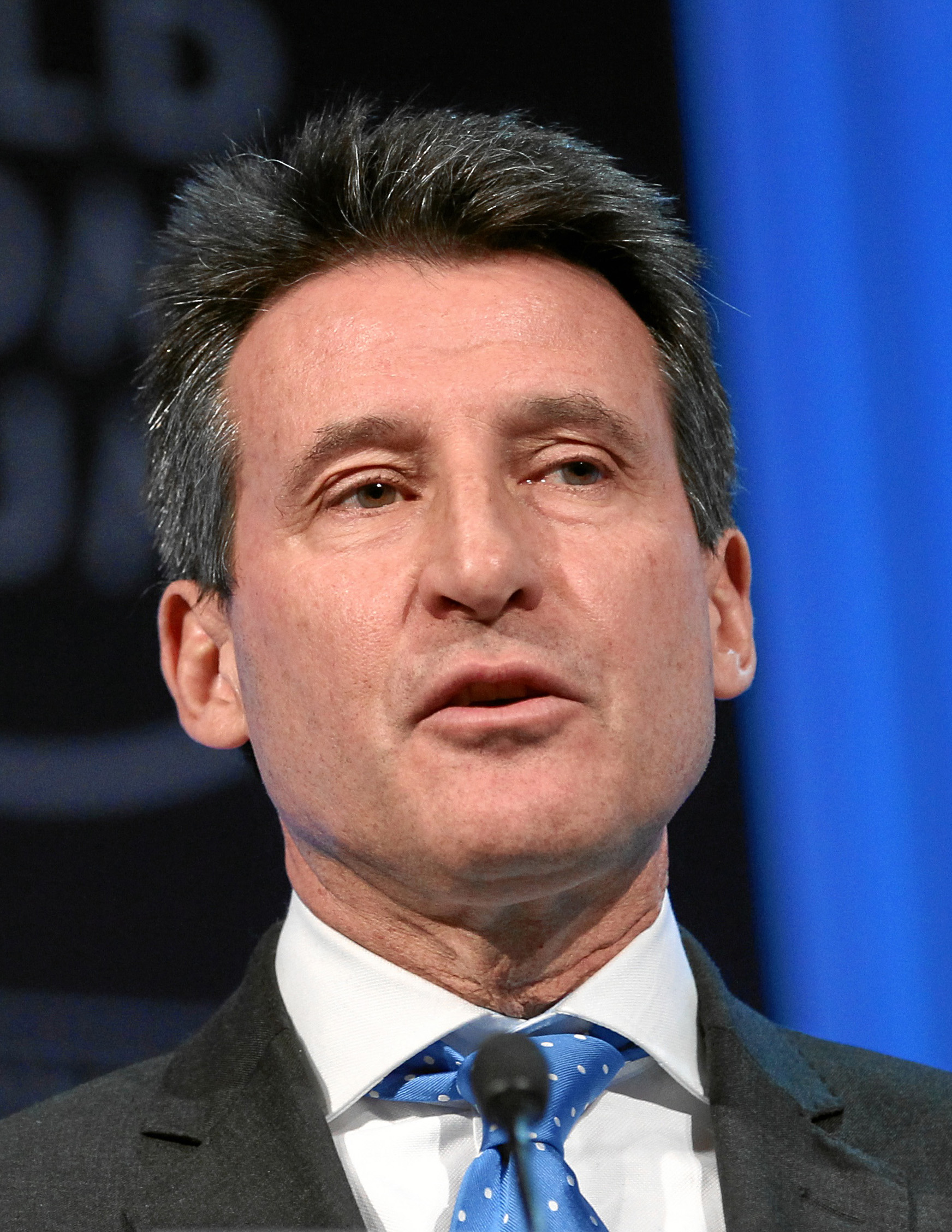
Президент IAAF с августа 2015 года лорд Себастьян Коу

- 9 ноября: Президент Международной ассоциации легкоатлетических федераций (IAAF) Себастьян Коу заявил агентству Reuters, что Всероссийская федерация лёгкой атлетики (ВФЛА) должна до конца недели ответить на доклад независимой комиссии WADA[31]
- 10 ноября: На основании выводов независимой комиссии WADA приостановила аккредитацию московской лаборатории РУСАДА. Решение вступило в силу немедленно, что лишает лабораторию права проведения анализов мочи и крови. Все пробы из России будут доставляться для анализа в другую лабораторию, аккредитованную WADA[32]. Международный олимпийский комитет (МОК) обратился в IAAF с просьбой провести расследование в отношении всех лиц, обвиняемых в применении допинга в докладе Всемирного антидопингового агентства[33]
- 11 ноября: Подал в отставку с должности президента Международного фонда лёгкой атлетики (IAF) бывший глава Международной ассоциации легкоатлетических федераций (IAAF) Ламин Диак, арестованный французскими властями по подозрению в причастности к коррупции вместе с ВФЛА[34]
- 11 ноября: Виталий Мутко заявил о готовности российской стороны перепроверить все факты и последовать всем рекомендациям Всемирного антидопингового агентства (WADA) в ситуации с проблемами допинга[35]
- 11 ноября: Подал в отставку директор «Антидопингового центра» Григорий Родченков. Виталий Мутко сообщил о готовности назначить иностранца главой московской антидопинговой лаборатории[36]
- 11 ноября: Глава антидопинговой лаборатории Лозанны Марсьяль Соги сообщил, что в 2009 году получал из России угрозы в связи с тем, что мог доказать употребление российскими легкоатлетами допинга[37]
- 12 ноября: Глава Олимпийского комитета России Александр Жуков прибыл в Лозанну для переговоров с МОК по скандалу с допингом[38]
- 12 ноября: Комиссия по этике Олимпийского комитета России рекомендовала экс-президенту Всероссийской федерации лёгкой атлетики (ВФЛА) Валентину Балахничеву сложить с себя полномочия члена исполкома организации[39]
- 12 ноября: Глава Европейской легкоатлетической ассоциации (ЕАА) Свейн Арне Хансен заявил, что европейские члены совета IAAF поддержат позицию главы IAAF Себастьяна Коу по возможному наказанию ВФЛА[40]
- 13 ноября: Совет IAAF числом голосов 22 против 1 (представитель России не голосовал) принял решение о временном отстранении России от соревнований под своей эгидой на неопределённый срок. Приостановлено членство Всероссийский федерации лёгкой атлетики в IAAF. Это сделало невозможным участие сборной России по лёгкой атлетике в Олимпийских играх в Рио-де-Жанейро[41]. Также Россия лишена права проведения командного чемпионата мира по спортивной ходьбе в Чебоксарах и чемпионата мира по лёгкой атлетике среди юниоров в Казани[42]. Решение IAAF содержит требование добровольной отставки руководства ВФЛА, в противном случае грозит окончательным запретом[43]:

…если [руководство] ВФЛА добровольно не уйдёт в отставку, IAAF оставляет за собой право перейти к обстоятельным слушаниям по вопросу замены временной дисквалификации на полную.
Оригинальный текст (англ.)The IAAF says that unless the Russian Athletics Federation (Araf) voluntarily accepts a full suspension, it is entitled to proceed to a full hearing on whether the provisional suspension should be made full.
- 15 ноября: член независимой комиссии WADA профессор Ричард Макларен заявил, что во второй части отчёта может быть рекомендовано приостановить деятельность IAAF, в результате чего лёгкая атлетика не войдёт в программу летних Олимпийских игр 2016 года[44]. Президент МОК Томас Бах заявил, что на данный момент исключение лёгкой атлетики из программы Игр 2016 года невозможно[45]
- 15 ноября: в Москве прошло экстренное заседание президиума ВФЛА, созванное Минспортом в связи с приостановкой членства федерации в IAAF из-за допингового скандала. Был принят антикризисный план с целью восстановить своё членство в IAAF через 2-3 месяца. Внеочередная отчётно-выборная конференция ВФЛА назначена на 16 января 2016 года
- 15 ноября: двукратная олимпийская чемпионка 1996 года Светлана Мастеркова сообщила о своём желании выдвинуть кандидатуру на пост главы ВФЛА[46]. Исполняющий обязанности президент ВФЛА Вадим Зеличёнок заявил, что лучшей кандидатурой на пост главы является генеральный секретарь организации Михаил Бутов. Сам Зеличёнок не будет выдвигаться, а Бутов заявил, что пока не может сообщить, будет ли он выдвигаться на пост главы ВФЛА
- 15 ноября: Михаил Бутов сообщил, что для обеспечения независимости в комиссию по работе с претензиями Всемирного антидопингового агентства (WADA) будут приглашены иностранные специалисты
- Представитель IAAF заявил, что организация уже начала проводить фундаментальную программу реформ внутри организации, а также намерена пересмотреть ситуацию с биологическими паспортами спортсменов, разработанными совместно с WADA
- 17 ноября: IAAF объявила состав инспекционной комиссии по контролю за действиями ВФЛА по выходу из кризисной ситуации. Председатель — Руне Андерсен (Норвегия). Состав комиссии: член МОК, многократный призёр Олимпийских игр Фрэнк Фредерикс (Намибия), сотрудница министерства здравоохранения Канады, бывшая бегунья на средние дистанции Эбби Хоффман, президент Ассоциации лёгкой атлетики Океании Джефф Гарднер, технический делегат Олимпиады в Рио-де-Жанейро и сотрудница НОК Италии Анна Риккарди[47]. Комиссия впервые отчитается о своей работе не ранее 27 марта 2016 года, когда пройдёт совет IAAF в Кардиффе[48]
- 18 ноября: главой комиссии (комитета) ОКР по решению вопросов, связанных с ВФЛА стал экс-президент Всероссийской федерации плавания, глава фонда ЮНЕСКО по искоренению допинга в спорте Геннадий Алёшин. План мероприятий комитета должен быть утверждён до 1 декабря 2015 года. В составе комиссии также вошли Вячеслав Аминов, Сергей Шахрай, Ольга Брусникина[49]. Президент ОКР Александр Жуков заявил, что задача комиссии может быть признана решённой, если российские легкоатлеты выступят на Олимпийских играх 2016 года
- 18 ноября: главой дисциплинарного комитета WADA, который примет окончательное решение по антидопинговой лаборатории в Москве, стал спортивный юрист Джонатан Тейлор[50]
- 18 ноября: совет учредителей WADA на своём заседании в американском Колорадо-Спрингс утвердил решение независимой комиссии Паунда о несоответствии РУСАДА кодексу организации[51]
- 19 ноября: российские легкоатлеты не смогли выступить на чемпионате мира по лёгкой атлетике в помещении 2016 года, который пройдёт в Портленде 17-20 марта[52]
- 5 декабря: Бегунья Татьяна Андрианова дисквалифицирована на два года за положительный допинг-тест, сданный 10 лет назад, на чемпионате мира 2005 года в Хельсинки и лишена бронзовой медали чемпионата. Спортсменка обжаловала это решение ВАДА в Спортивном арбитражном суде в Лозанне[53]
- 10 декабря: Генеральный директор РУСАДА Руслан Хабриев ушёл со своего поста[54]
- 16 декабря: Басманный суд Москвы удовлетворил иск ВФЛА к телеканалу ARD о защите чести, достоинства и деловой репутации[55]
- 17 декабря: Все высшее руководство Российского антидопингового агентства (РУСАДА), включая исполнительного директора Никиту Камаева, ушло в отставку[56]
- 21 декабря: Правительство РФ издало распоряжение о реорганизации в трёхмесячный срок московской антидопинговой лаборатории в бюджетное учреждение[57]

### 2016 год
- 14 января: опубликована вторая часть отчёта независимой комиссии WADA, в которой основной упор сделан на коррупцию в IAAF. В частности, упоминается связь Ламина Диака с Владимиром Путиным[58]
- 27 января: официально объявлено, что бывший руководитель «Антидопингового центра» Григорий Родченков уехал жить и работать в США[59]
- 3 февраля: скоропостижно скончался председатель исполнительного Совета РУСАДА Вячеслав Синев[60]. Причины смерти не называются
- 14 февраля: скоропостижно скончался бывший исполнительный директор РУСАДА 52-летний Никита Камаев. Причина смерти — «предположительно, обширный инфаркт»[61]
- 6 марта 2016 года: телеканал ARD показал в эфире третью часть расследования Хайо Зеппельта, посвященного допинговому скандалу, с подзаголовком «Русский отвлекающий манёвр» (Russlands Täuschungsmanöver)[62]
- 9 марта: глава WADA Крейг Риди попросил IAAF и МОК предоставить возможность выступить Юлии Степановой на Олимпиаде в Рио-де-Жанейро под олимпийским флагом в качестве поощрения за сотрудничество в расследовании антидопингового скандала в ВФЛА[63]
- 12 мая: Григорий Родченков и Брайан Фогель написали открытое письмо на имя главы Международного олимпийского комитета Томаса Баха и президента ВАДА Крейга Риди. В этом письме среди прочего авторы предложили поделиться доказательствами и информацией по российской допинговой программе, поддерживаемой государством[64]
- 17 июня: совет IAAF во главе с Коу оставил своё решение о дисквалификации ВФЛА в силе[65]

«Несмотря на то что была проделана большая работа, IAAF единогласно решила, что ВФЛА не может быть восстановлена в членстве IAAF на этой стадии. Российская организация не соответствует необходимым критериям. Пока ВФЛА остается отстраненной, её члены не должны принимать участия в международных соревнованиях или делах IAAF», — заявил глава IAAF Себастьян Коу.— 
- 18 июня: Главным следственным управлением Следственного комитета Российской Федерации против Григория Родченкова было возбуждено уголовное дело по признакам преступления, предусмотренного частью 1 статьи 201 УК РФ («злоупотребление полномочиями»)[66]
- По состоянию на 29 октября 2016 года, ни один из российских спортсменов, уличённых в применении допинга и лишённых медалей, так и не вернул награды. При этом, Международный олимпийский комитет обязал Олимпийский комитет России обеспечить возвращение этих медалей[67]
- 5 декабря на «Первом канале» был показан документальный фильм-расследование «Болезни высших достижений». Фильм был анонсирован как сенсация — расследование, раскрывающее проблему узаконенного и системного употребления допинга зарубежными спортсменами. В основу расследования легли данные, опубликованные хакерской группой Fancy Bears. В съёмках приняли участие бывший вице-президент WADA, экс-сотрудники антидопинговых лабораторий, спортивные тренеры и врачи, а также прославленные спортсмены, которые публично признаются в употреблении запрещённых веществ. Фильм не получил ожидаемой реакции в западных СМИ. Экс-президент Всероссийской федерации легкой атлетики Валентин Балахничев высказал критическое мнение о фильме: «Надутая Первым каналом буря не вышла за рамки русского стакана. Если это была встречная акция, то фильм — лишь первый шаг. Вслед за ним нужно вести разбор каждого упомянутого эпизода. Новостью могут стать лишь последствия расследования по выявленным эпизодам. По состоянию на данный момент реальный эффект от фильма нулевой и станет отрицательным, когда WADA вспомнит, что Эрнст входит в комиссию Смирнова»[68]

#### Доклад Макларена
- 18 июля 2016 года была опубликована первая часть доклад независимого эксперта Ричарда Макларена, посвящённый расследованию показаний экс-главы московской антидопинговой лаборатории Григория Родченкова. В докладе утверждалось, что российские власти (министерство спорта при помощи ФСБ) разработали способ подмены «грязных» допинг-проб российских спортсменов на «чистые». В результате, по данным Макларена, в период с 2012 по 2015 год были подтасованы результаты 89 % из 643 позитивных тестов спортсменов из 30 видов спорта. Доклад подвергся массированной критике российских деятелей спорта. Кроме того, член исполкома МОК Рене Фазель заявил агентству ТАСС, что не вся первая часть доклада базируется на реальных фактах: по его словам, пробы трёх спортсменов, соревнующихся в стрельбе, не исчезли, как об этом говорится в докладе. Всего, по данным ТАСС, в документе упоминаются 643 исчезнувшие пробы.[69][70]
- 9 декабря была опубликована вторая часть доклада Макларена, где утверждается, что более тысячи российских спортсменов участвовали в манипуляциях с допинг-пробами с 2011 года. Впервые в этом контексте упоминается имя бывшего министра спорта страны Виталия Мутко. По мнению авторов доклада, масштабная система подмены проб начала создаваться в России в 2011 году, и причиной этого была неудача российской команды на Олимпийских играх в Ванкувере. В докладе приведены результаты экспертиз свыше 100 бутылок с мочой, где были найдены царапины на внутренних сторонах крышек (что свидетельствовало о вскрытии), «чужая» ДНК (что свидетельствовало о подмене мочи) и «физиологически невозможные» концентрации солей (соль добавлялась, чтобы сохранить показатели плотности).[71][72] В докладе утверждается, что манипуляции с допинг-пробами проводились уже на Олимпийских играх в Лондоне в 2012 году, а также на чемпионате мира по легкой атлетике в Москве в 2013 году. Во второй части доклада, как и в первой, утверждается, что в манипуляциях участвовали российские чиновники из министерства спорта, сотрудники РУСАДа, Московской антидопинговой лаборатории, а также ФСБ.[73]

### 2017 год
- В ноябре 2017 года Совет учредителей Всемирного антидопингового агентства (ВАДА) решил не восстанавливать в правах Российское антидопинговое агентство (РУСАДА). Оставляя в силе решение по РУСАДА, учредители ВАДА отметили отсутствие среди российских спортивных функционеров «безоговорочного признания выводов из доклада Макларена».[74]
- К 29 ноября 2017 Россия по допинговым основаниями лишилась 13 медалей на Олимпийских играх в Сочи[прим. 5], переместившись на четвёртое место в медальном зачёте. Ряд спортсменов отстранены от международных соревнований пожизненно.[75][76][77] В дальнейшем международный спортивный арбитраж (CAS) удовлетворил часть апелляций российских спортсменов и сборная России вернулась на первое место в медальном зачете.[78]

### 2019 год
В ноябре независимый легкоатлетический дисциплинарный орган Athletics Integrity Unit (AIU) отстранил от деятельности главу ВФЛА Дмитрия Шляхтина и пять других представителей российской легкой атлетики. Причиной стали обвинения во вмешательстве в расследование дела прыгуна в высоту Данила Лысенко, уличенного в нарушении антидопинговых правил.
25 ноября глава Олимпийского комитета России (ОКР) Станислав Поздняков призвал ВФЛА полностью обновить свое руководство. Он заявил, что деятельность легкоатлетической организации наносит репутационный урон отечественному спорту. Поздняков сообщил, что, если эта рекомендация не будет выполнена, ОКР исключит ВФЛА из своих рядов. «Деятельность руководства ВФЛА за последнее время и его причастность к делу Лысенко усугубила проблемы до реальной угрозы полного исключения из состава международной федерации», заявил президент ОКР.
В декабре 2019 года глава РУСАДА Юрий Ганус предложил в полном составе отстранить тренеров сборной России по легкой атлетике с последующим замещением должностей на всех уровнях. Вместо главного тренера сборной, которым является Юрий Борзаковский, он предложил назначить кандидатуру, не связанную с допинговым кризисом..
9 декабря 2019 года исполком WADA принял единогласное решение об отстранении российских спортсменов от международных соревнований на четыре года. В течение этого срока спортсмены не смогут выступать на международных соревнованиях под российским флагом. В том числе, российская команда не будет допущена к участию в Олимпиаде-2020 в Токио. Отдельные спортсмены, доказавшие свою непричастность к российскому допинговому скандалу, смогут участвовать под нейтральным флагом и без исполнения гимна России.

### 2020 год
29 января 2020 года AIU потребовал окончательно исключить Россию из международной федерации легкой атлетики, что может привести к недопуску российских легкоатлетов к Олимпиаде 2020 даже в нейтральном статусе. Это решение было принято на основании выявления новых неправомерных действий российских спортивных чиновников.
По мнению AIU, ВФЛА не выказала раскаяния и не созналась в предъявляемых обвинениях. Вместо этого, по мнению AIU, ВФЛА «приложила много усилий к тому, чтобы отрицать всякую причастность к допинговому скандалу, обвинять других и критиковать процедуру» (см. ниже ).
Суд во Франции признал виновным в коррупции и приговорил бывшего президента Всероссийской федерации легкой атлетики (ВФЛА) Валентина Балахничева к трем годам тюрьмы, бывшего старшего тренера сборной России по легкой атлетике Алексей Мельников к двум годам тюрьмы. Их обвиняли в даче взяток для сокрытия нарушений антидопинговых правил российскими спортсменами.

### 2021 год
В феврале 2021 года Всероссийская федерация легкой атлетики (ВФЛА) представила план по восстановлению федерации. В частности в плане признается, что культура допинга в российской легкой атлетике считалась необходимым требованием и существовала на протяжении нескольких десятилетий.

«Мы признаем историю обширных и иногда вопиющих нарушений антидопинговых правил с участием спортсменов, тренеров и официальных лиц. Коренные причины широкого распространения допинга и культуры сокрытия допинга с участием спортсменов, тренеров и официальных лиц возникли из унаследованной постсоветской допинговой культуры, нацеленной на победу любыми средствами, включая допинг.

Этот культурный подход к допингу был встроен в систему и усугублялся безразличными структурами управления и неправильной практикой стимулирования. Таким образом увековечивалась необходимость применения допинга, которая оставалась широко распространенной и систематической, и поколения спортсменов, тренеров и официальных лиц росли в рамках этой культуры, не имея возможностей, знаний или стимулов для ее изменения.»   

«Русский народ был убежден, что его спортивные герои добились выдающихся результатов только благодаря усердным тренировкам и таланту. Допинг сопровождался культурой обмана и отрицания в России, он оставался секретным и воспринимался как необходимое требование.»   

## Реакция в России
9 ноября 2015 года, в ответ на обвинения комиссии WADA, министр спорта РФ Виталий Мутко заявил, что Россия никогда не замалчивала проблемы с допингом и что обвинять государственные структуры в проступках отдельных спортсменов неправомерно. Он также заявил, что Россия может прекратить финансирование антидопинговых программ в стране. 13 ноября Мутко заявил, что не собирается уходить в отставку из-за допингового скандала. Он признал, что несёт персональную ответственность за случившееся. 18 ноября Виталий Мутко выступил в Государственной думе, где заявил, что факты, представленные в отчёте независимой комиссии WADA, собраны не по законам Российской Федерации: использовались скрытые камеры, прослушка.
9 ноября 2015 года глава ФМБА России Владимир Уйба назвал доклад независимой комиссии WADA провокацией, устроенной с целью «спровоцировать и скомпрометировать Россию». Глава московской антидопинговой лаборатории Григорий Родченков в начале отверг обвинения в свой адрес и назвал авторов отчёта комиссии WADA «тремя дураками». 10 ноября Родченков подал в отставку с должности главы московской антидопинговой лаборатории; в тот же день она была принята министром Виталием Мутко. Позже Родченков вместе со своим заместителем Тимофеем Соболевским переехали в США, где, по утверждению Мутко, «им дали лаборатории».
10 ноября пресс-секретарь президента России Дмитрий Песков назвал доклад комиссии WADA голословным, а бывший глава РУСАДА Николай Дурманов — «полной чушью». 11 ноября президент России Владимир Путин поручил Виталию Мутко провести своё собственное расследование по допинговому скандалу и обеспечить самое открытое профессиональное сотрудничество с международными организациями.
18 ноября Кристина Угарова, включённая независимой комиссией WADA в список легкоатлетов, которых рекомендовано дисквалифицировать пожизненно, заявила, что российские легкоатлеты создают профсоюз, чтобы отстаивать собственные права; они готовы к защите в суде при поддержке московской коллегии адвокатов.
В декабре 2019 года трёхкратная чемпионка мира по прыжкам в высоту Мария Ласицкене опубликовала открытое письмо, в котором подвергла критике Министерство спорта и Олимпийский комитет России:

«Мы провели внутреннее расследование? Кто в итоге был наказан? <…> Почему в нашей лёгкой атлетике по-прежнему вовсю используют запрещенные препараты, спокойно работают тренеры спортсменов, пойманных на допинге, а чиновники-руководители фальсифицируют официальные документы?»

## Реакция в мире
- Президент МОК Томас Бах заявил, что шокирован докладом и даже не мог себе представить взятки в IAAF[94]
- Бывший глава WADA австралиец Джон Фейхи заявил, что доклад о допинге в России не стал неожиданностью[95]
- Председатель Футбольной ассоциации Англии Грег Дайк призвал ФИФА рассмотреть дальнейшее пребывание Виталия Мутко в исполкоме этой организации в связи с докладом WADA[96]
- Германская легкоатлетическая ассоциация поддержала инициативу независимой комиссии Всемирного антидопингового агентства наложить временную дисквалификацию на всех российских легкоатлетов
- Президент Федерации лёгкой атлетики Украины Игорь Гоцул заявил, что со своей стороны будет «делать всё возможное, чтобы Россия получила то, что ей причитается», поддержав предложение WADA не допускать российских легкоатлетов на соревнования, в том числе, на Олимпийские игры в Рио-де-Жанейро[97]
- Двукратный олимпийский чемпион и член WADA американец Эд Мозес заявил, что российские легкоатлеты должны быть отстранены от участия в Играх в Рио-де-Жанейро[98]
- Член МОК, бывший член Координационной комиссии зимних Олимпийских игр в Сочи, глава комиссии спортсменов WADA, олимпийская чемпионка 2002 года по лыжным гонкам канадка Бекки Скотт заявила, что WADA должна расширить полномочия независимой комиссии, чтобы проверить на допинг все виды спорта в России[99]. Виталий Мутко на это мнение сообщил, что не имеет смысла обращать внимание на слова Скотт[100]